# Distrito de Gießen
El Distrito de Gießen (en alemán: Landkreis Gießen) es un distrito ubicado en la Región de Kassel en el estado federal de Hesse (Alemania). Los territorios vecinos son el distrito de Marburg-Biedenkopf, el distrito de Lahn-Dill, el distrito de Vogelsberg y el distrito de Wetterau. La capital del distrito recae administrativamente en la ciudad de Gießen.

## Historia
En 1821, el ducado de Hesse-Darmstadt creó distritos (llamados Landratsbezirke) en el marco de la reorganización de su administración interna. En el área del distrito actual se crearon los distritos de Giessen y Grünberg. En 1822 se creó otro distrito llamado Hungen. En 1832 estas entidades fueron reemplazadas por estructuras más grandes, ahora llamadas Kreis. Todavía quedaban dos distritos, Giessen y Grünberg. En 1837, varios municipios se trasladaron de Grünberg a Giessen y, a cambio, Grünberg adquirió algunos municipios de Hungen, que volvió a convertirse en distrito en 1841.
Después de los levantamientos revolucionarios de 1848, los distritos fueron disueltos y reemplazados por un Regierungsbezirk Giessen, pero sólo cuatro años después, los distritos fueron recreados. Después de la guerra de 1866, la parte noroeste del distrito pasó a formar parte de Prusia. En 1874, el distrito volvió a crecer en tamaño.
En 1938, la ciudad de Giessen fue excluida del distrito y, con la disolución del distrito de Schotten, varios municipios se unieron al distrito.
Después de dos cambios menores en 1967 y 1971, en 1977 el distrito se fusionó con los distritos de Wetzlar y Dillkreis para formar el nuevo distrito de Lahn-Dill. En 1979 se volvió a dividir y se recreó el distrito de Giessen. La ciudad de Giessen, fusionada temporalmente con Wetzlar para formar la ciudad de Lahn, se incluyó en el distrito.

## Geografía
El distrito de Gießen se encuentra ubicado en mitad del estado de Hessen. Se encuentra el Gießener Becken con el valle del Lahn (Lahntal). El río del Lahn se encuentra al norte fronterizo con el Lollar-Odenhausen, fluye desde el sur hacia la ciudad de Gießen. En esta localidad dobla hacia el oeste para abandonar a pocos kilómetros los dominios del distrito. Al oeste del distrito se encuentra la región montañosa de Gladenbacher Berglands, mientras que al este y sur se encuentra el Vogelsberg y al norte el Wetterau.

## Composición del distrito
(Habitantes a 30 de junio de 2005)
| - 1. Allendorf (Lumda) (4.167) - 2. Gießen, Universitätsstadt, Ciudad universitaria (73.358) - 3. Grünberg (14.253) - 4. Hungen (12.918) - 5. Laubach (10.330) - 6. Lich (13.557) - 7. Linden [Sede de la administración: Großen-Linden] (12.271) - 8. Lollar (10.169) - 9. Pohlheim [Sede de la administración: Watzenborn-Steinberg] (17.859) - 10. Staufenberg (8.233) | - 1. Biebertal [Sede de la administración: Rodheim-Bieber] (10.285) - 2. Buseck [Sede de la administración: Großen-Buseck] (13.276) - 3. Fernwald [Sede de la administración: Steinbach] (6.680) - 4. Heuchelheim (7.634) - 5. Langgöns [Sede de la administración: Lang-Göns] (12.161) - 6. Rabenau [Sede de la administración: Londorf] (5.396) - 7. Reiskirchen (10.784) - 8. Wettenberg [Sede de la administración: Krofdorf-Gleiberg] (12.470) |